# Rudolf Steinský-Sehnoutka
Rudolf Steinský-Sehnoutka (16. června 1892 Smiřice – 20. srpna 1973 Toronto) byl textilní podnikatel, továrník a předseda Hospodářského svazu československých průmyslníků textilních.

## Život
Narodil se do rodiny Rudolfa a Antonie Steinských. Otec Rudolf pracoval v likérce Malburg ve Smiřicích a také v pivovarech v Hořicích a Praze. Z otcovy strany byl synovcem Jana Nepomuka Steinského, otce válečných hrobů 1866. V jeho života měl zásadní roli strýc z matčiny strany továrník Jan Sehnoutka (1857–1913). Jan a Anna Sehnoutkovi neměli vlastní děti a po předčasné smrti Rudolfa a Antonie Steinských v roce 1904 se ujali jejich dvou synů – Rudolfa a Jana Nepomuka (* 1894). Rudolf z vděčnosti ke svým opatrovníkům přijal jméno Sehnoutka. Jan Sehnoutka byl v Černožicích majitelem mlýna, který na konci 19. století předělal na moderní tkalcovnu. Svého synovce Rudolfa připravoval na práci v textilním průmyslu. V roce 1913 zemřel a podniky nějaký čas řídila jeho manželka Anna.
Vystudoval vyšší textilní školu v Brně. V roce 1919 se Rudolf Steinský-Sehnoutka stal spolumajitelem tkalcovny a přádelny v Černožicích, kde pomáhal své tetě Anně Sehnoutkové znovu rozjet podnik po první světové válce. V roce 1921 připojil ke svému podnikání mechanickou tkalcovnu v Hořicích. Na přelomu 20. a 30. let 20. století zaměstnával ve svých továrnách v Černožicích a Hořicích téměř 1000 osob. Jako řada průmyslníků té doby se staral o důstojné bydlení pro své dělníky. Kromě tkalcovny a přádelny v Černožicích a mechanické tkalcovny v Hořících byla součástí rodinné firmy i tkalcovna v Hradci Králové. Tu v roce 1929 zakoupil Rudolf Steinský-Sehnoutka jako První Královéhradeckou přádelnu bavlny Dr. Richarda Aningra, kterou později přejmenoval na První Královéhradeckou přádelnu bavlny R. Steinský-Sehnoutka. Obchodní ředitelství přesunul do nové budovy v Hradci Králové na Ulrichově náměstí.
Budova přádelny bavlny v Hradci Králové byla postavena v letech 1906–1908 podle moderního návrhu Bruna Bauera s železobetonovým skeletem. Rudolf Steinský-Sehnoutka zde zaměstnával 230 dělníků, kteří výraběli sypkoviny, prostěradlové plátno,šifony, satény, atlasy, praporové látky, flanely aj. Od 30. let 20. století vlastnil prodejny konfekce dámského a pánského prádla Setka. Jednalo se o síť prodejen, ta královéhradecká sídlila v činžovním domě Jiřího a Jaromíra Čerychových.
Po žádosti ředitele Živnobanky Jaroslava Preisse byl v roce 1929 Rudolf Steinský-Sehnoutka zvolen do správní rady Živnobanky a brzy se stal členem jejího výkonného výboru. V této pozici hájil především zájmy podnikatelů v oblasti textilního průmyslu, především bavlnářství, které jako mnoho jiných oborů bylo zasaženo velkou hospodářskou krizí.

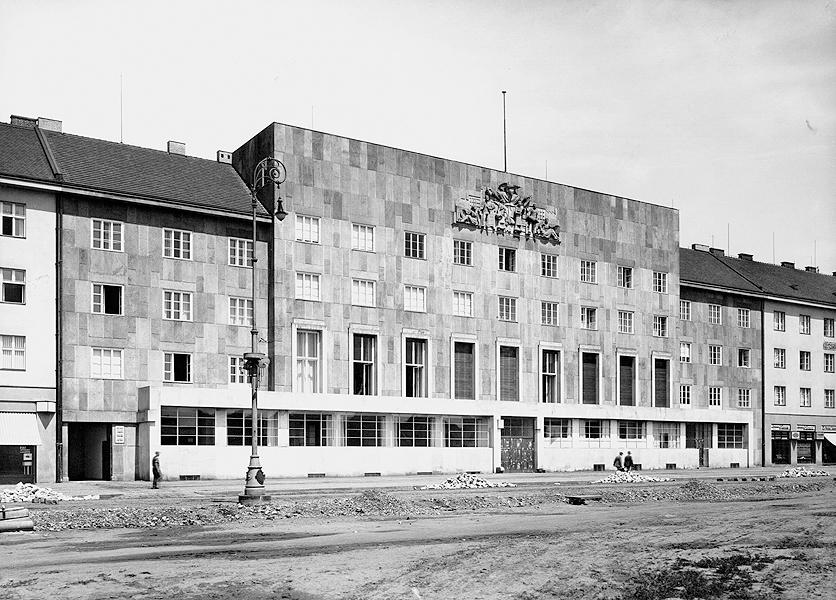
Steinského palác na Ulrichově náměstí v Hradci Králové, konec 20. let 20. století

Významné budovy ve východních Čechách jsou výsledkem spolupráce rodiny Steinských a architekta Otakara Novotného. Jedná se například o Sehnoutkův dům v Černožicích z roku 1926 a Steinského palác v Hradci Králové z roku 1929, kde sídlilo ředitelství jeho firmy. V roce 1928 Rudolf Steinský-Sehnoutka financoval v Černožicích pamětní mramorovou desku padlých z 1. světové války.
Rudolf Steinský-Sehnoutka si v roce 1919 vzal za manželku Jaroslavu Bartoňovou, dceru významného českého průmyslníka Cyrila Bartoně-Dobenína. Z manželství se narodili tři synové Jan (* 1920), Rudolf (* 1922) a Cyril (* 1924).
Po druhé světové válce se začala rodinná firma Steinských rozpadat. V roce 1945 byla na podniky uvalena tzv. národní správa a v roce 1948 byly definitivně zestátněny. Rudolf Steinský-Sehnoutka se rozhodl s rodinou v roce 1949 emigrovat. Usadili se v kanadském Torontu, kde Rudolf se svými syny dál podnikal. Rudolf Steinský-Sehnoutka zemřel 20. srpna 1973 v Torontu. Po roce 1989 byl jeho dědicům navrácen soukromý majetek, podniky nikoliv.